# Naoshi Nakamura
Naoshi Nakamura (Prefectura de Chiba, Japó, 27 de gener de 1979) és un futbolista japonès.

## Selecció japonesa
Naoshi Nakamura va disputar 1 partit amb la selecció japonesa.